# 361 (album)
Albums de The Other Colors
ALF10
(2010)
361 est le premier album du projet musical The Other Colors, sorti le 31 octobre 2008. 
Le premier titre de l'album donne le nom du groupe dans sa version anglaise et évoque la voie artistique explorée, le texte se terminant ainsi : « J'ai trouvé un passage, ailleurs, j'ai découvert une autre réalité, d'autres couleurs ».

## Édition originale
Tous les titres sont écrits et interprétés par Marie Möör et composés par Laurent Chambert.

## Édition 2008 / CD Audio
1. Les autres couleurs
2. Aucune blessure
3. Nous roulons dans les fleurs
4. Rendez-vous (Messagerie vocale)
5. Rendez-vous
6. Il est temps d'affronter la réalité
7. Dans ma bulle noire
8. D'ici le ciel
9. Mes yeux bleus dans tes yeux noirs
10. La musique dans ma tête
11. O xanax
12. Brise la glace

Producteur : The Other Colors, LAC / Mixage et mastering : Laurent Chambert